# Warrensburg (Missouri)
Warrensburg é uma cidade localizada no estado americano de Missouri, no Condado de Johnson.

## Demografia
Segundo o censo americano de 2000, a sua população era de 16.340 habitantes.
Em 2006, foi estimada uma população de 17.965, um aumento de 1625 (9.9%).

## Geografia
De acordo com o United States Census Bureau tem uma área de
22,0 km², dos quais 21,8 km² cobertos por terra e 0,2 km² cobertos por água.

## Localidades na vizinhança
O diagrama seguinte representa as localidades num raio de 24 km ao redor de Warrensburg.